# 福恩施特劳斯
福恩施特劳斯（德語：Vohenstrauß，發音：[ˈfoːənˌʃtʁaʊs] ⓘ）是德国巴伐利亚州上普法尔茨行政区瓦尔德纳布河畔诺伊施塔特县的城市，面积74.91平方千米，2023年12月31日人口为7,637人。